# Gran Premio motociclistico di San Marino 1984
Il Gran Premio motociclistico di San Marino 1984 fu la dodicesima e ultima gara del motomondiale 1984. Si disputò il 2 settembre 1984 sull'Autodromo Internazionale del Mugello e vide le vittorie di Randy Mamola nella classe 500, di Manfred Herweh nella classe 250, di Maurizio Vitali nella classe 125 e di Gerhard Waibel nella classe 80.
Dörflinger è campione del mondo della classe 80.

## Classe 500

### Arrivati al traguardo
| Pos | Pilota             | Moto       | Giri | Tempo     | Griglia | Punti |
| --- | ------------------ | ---------- | ---- | --------- | ------- | ----- |
| 1   | Randy Mamola       | Honda      | 24   | 49:56.630 | 2       | 15    |
| 2   | Raymond Roche      | Honda      | 24   | +1.190    | 1       | 12    |
| 3   | Ron Haslam         | Honda      | 24   | +8.390    | 4       | 10    |
| 4   | Eddie Lawson       | Yamaha     | 24   | +24.460   | 3       | 8     |
| 5   | Didier de Radiguès | Chevallier | 24   | +41.270   | 5       | 6     |
| 6   | Robert McElnea     | Suzuki     | 24   | +1:00.130 | 18      | 5     |
| 7   | Leandro Becheroni  | Suzuki     | 24   | +1:00.690 | 9       | 4     |
| 8   | Franco Uncini      | Suzuki     | 24   | +1:05.750 | 6       | 3     |
| 9   | Boet van Dulmen    | Suzuki     | 24   | +1:29.510 | 16      | 2     |
| 10  | Armando Errico     | Suzuki     | 24   | +1:49.420 | 25      | 1     |
| 11  | Lorenzo Ghiselli   | Suzuki     | 24   | +1:50.620 | 24      |       |
| 12  | Fabio Biliotti     | Honda      | 24   | +1:50.630 | 21      |       |
| 13  | Eero Hyvärinen     | Suzuki     | 23   | +1 giro   | 23      |       |
| 14  | Massimo Broccoli   | Honda      | 23   | +1 giro   | 35      |       |
| 15  | Marco Gentile      | Yamaha     | 23   | +1 giro   | 30      |       |
| 16  | Paolo Ferretti     | Suzuki     | 23   | +1 giro   | 32      |       |
| 17  | Christoph Bürki    | Suzuki     | 23   | +1 giro   | 29      |       |
| 18  | Alessandro Valesi  | Suzuki     | 23   | +1 giro   | 36      |       |
| 19  | Gary Lingham       | Suzuki     | 23   | +1 giro   | 38      |       |
| 20  | Steve Parrish      | Yamaha     | 23   | +1 giro   | 34      |       |
| 21  | Keith Huewen       | Honda      | 22   | +2 giri   | 37      |       |

### Ritirati
| Pilota              | Moto       | Giri | Motivo ritiro | Griglia |
| ------------------- | ---------- | ---- | ------------- | ------- |
| Gustav Reiner       | Honda      | 21   | Caduta        | 31      |
| Reinhold Roth       | Honda      | 16   |               | 12      |
| Christian Le Liard  | Chevallier | 12   |               | 22      |
| Marco Papa          | Honda      | 11   |               | 11      |
| Karl Truchsess      | Suzuki     | 10   |               | 20      |
| Barry Sheene        | Suzuki     | 9    |               | 8       |
| Mile Pajic          | Honda      | 8    | Caduta        | 33      |
| Virginio Ferrari    | Yamaha     | 4    | Assetto       | 13      |
| Massimo Messere     | Suzuki     | 4    | Caduta        | 27      |
| Hervé Moineau       | Cagiva     | 3    | Caduta        | 10      |
| Wolfgang von Muralt | Suzuki     | 2    |               | 17      |
| Rob Punt            | Suzuki     | 2    | Caduta        | 26      |
| Takazumi Katayama   | Honda      | 1    |               | 7       |

### Non partiti
| Pilota            | Moto   | Griglia |
| ----------------- | ------ | ------- |
| Wayne Gardner     | Honda  | 14      |
| Pierre Bolle      | Suzuki | 15      |
| Klaus Klein       | Suzuki | 19      |
| Sergio Pellandini | Suzuki | 20      |

### Non qualificati
| Pilota           | Moto   |
| ---------------- | ------ |
| Louis-Luc Maisto | Honda  |
| Massimo Brutti   | Suzuki |
| Andreas Leuthe   | Yamaha |

## Classe 250

### Arrivati al traguardo
| Pos | Pilota              | Moto       | Tempo     | Griglia | Punti |
| --- | ------------------- | ---------- | --------- | ------- | ----- |
| 1   | Manfred Herweh      | Rotax      | 43:04.710 | 2       | 15    |
| 2   | Carlos Lavado       | Yamaha     | +0.180    | 1       | 12    |
| 3   | Jacques Cornu       | Yamaha     | +5.810    | 9       | 10    |
| 4   | Martin Wimmer       | Yamaha     | +7.390    | 3       | 8     |
| 5   | Sito Pons           | JJ Cobas   | +10.770   | 20      | 6     |
| 6   | Thierry Espié       | Chevallier | +28.280   | 16      | 5     |
| 7   | Maurizio Vitali     | MBA        | +32.320   | 19      | 4     |
| 8   | Anton Mang          | Yamaha     | +32.770   | 12      | 3     |
| 9   | Donnie McLeod       | Yamaha     | +33.040   | 27      | 2     |
| 10  | Loris Reggiani      | Kawasaki   | +45.280   | 13      | 1     |
| 11  | Mario Rademeyer     | Yamaha     | +48.280   | 18      |       |
| 12  | Ivan Palazzese      | Yamaha     | +53.900   | 28      |       |
| 13  | Karl-Thomas Grässel | Yamaha     | +1:10.380 | 25      |       |
| 14  | Richard Hubin       | Yamaha     | +1:14.820 | 14      |       |
| 15  | Patrick Fernandez   | Yamaha     | +1:16.640 | 24      |       |
| 16  | Edwin Weibel        | Yamaha     | +1:16.750 | 30      |       |
| 17  | Thierry Rapicault   | Yamaha     | +1:41.180 | 36      |       |
| 18  | René Delaby         | Yamaha     | +1:43.130 | 31      |       |
| 19  | Massimo Matteoni    | Yamaha     | +1:53.610 | 32      |       |
| 20  | Bruno Lüscher       | Yamaha     | +2 giri   | 35      |       |

### Ritirati
| Pilota                 | Moto       | Motivo ritiro | Griglia |
| ---------------------- | ---------- | ------------- | ------- |
| Fausto Ricci           | Yamaha     |               | 8       |
| Wayne Rainey           | Yamaha     |               | 11      |
| Christian Sarron       | Yamaha     |               | 4       |
| Teruo Fukuda           | Yamaha     | Caduta        | 7       |
| Alan Carter            | Yamaha     | Caduta        | 17      |
| Stéphane Mertens       | Yamaha     |               | 22      |
| Jean-François Baldé    | Pernod     |               | 6       |
| Siegfried Minich       | Yamaha     |               | 15      |
| Jean-Michel Mattioli   | Chevallier |               | 21      |
| Manfred Obinger        | Yamaha     |               | 23      |
| Harald Eckl            | Yamaha     | Caduta        | 5       |
| Roland Freymond        | Yamaha     |               | 26      |
| Davide Tardozzi        | Yamaha     |               | 33      |
| Jacques Bolle          | Pernod     |               | 34      |
| Carlos Cardús          | JJ Cobas   |               | 10      |
| Marcellino Lucchi      | Rotax      |               | 37      |
| Eilert Lundstedt       | Yamaha     |               | 38      |
| Jean-Louis Guignabodet | Yamaha     |               | 29      |
| Gabriel Gabria         | Yamaha     |               | 39      |
| Erich Klein            | Rotax      |               | 40      |
| Donnie Robinson        | Yamaha     |               | 41      |
| Jacky Onda             | Yamaha     |               | 42      |
| Bengt Elgh             | MBA        |               | 43      |
| Vincenzo Cascino       | Yamaha     |               | 44      |
| Marino Neri            | Yamaha     |               | 45      |

## Classe 125

### Arrivati al traguardo
| Pos | Pilota             | Moto    | Tempo     | Griglia | Punti |
| --- | ------------------ | ------- | --------- | ------- | ----- |
| 1   | Maurizio Vitali    | MBA     | 39:38.550 | 1       | 15    |
| 2   | Eugenio Lazzarini  | Garelli | +17.810   | 5       | 12    |
| 3   | Fausto Gresini     | Garelli | +26.320   | 6       | 10    |
| 4   | August Auinger     | MBA     | +34.150   | 2       | 8     |
| 5   | Ezio Gianola       | MBA     | +44.230   | 12      | 6     |
| 6   | Domenico Brigaglia | MBA     | +1:01.590 | 13      | 5     |
| 7   | Luca Cadalora      | MBA     | +1:02.030 | 11      | 4     |
| 8   | Olivier Liégeois   | MBA     | +1:21.450 | 14      | 3     |
| 9   | Johnny Wickström   | MBA     | +1:24.250 | 21      | 2     |
| 10  | Lucio Pietroniro   | MBA     | +1:32.730 | 10      | 1     |
| 11  | Anton Straver      | MBA     | +1:32.740 | 19      |       |
| 12  | Jacky Hutteau      | MBA     | +1:33.380 | 16      |       |
| 13  | Willy Pérez        | MBA     | +1:58.870 | 15      |       |
| 14  | Neil Robinson      | MBA     | +2:03.710 | 25      |       |
| 15  | Håkan Olsson       | MBA     | +2:04.770 | 27      |       |
| 16  | Willi Hupperich    | Seel    | +2:05.550 | 22      |       |
| 17  | Giuseppe Ascareggi | MBA     | +2:05.840 | 23      |       |
| 18  | Peter Sommer       | MBA     | +2:06.110 | 31      |       |
| 19  | Jacques Grandjean  | MBA     | +2:06.470 | 30      |       |
| 20  | Erich Klein        | MBA     | +2:06.990 | 28      |       |
| 21  | Janos Pintar       | MBA     | +1 giro   | 32      |       |
| 22  | Andrés Sánchez     | MBA     | +1 giro   | 38      |       |
| 23  | Jussi Hautanimi    | MBA     | +1 giro   | 33      |       |
| 24  | Mike Leitner       | MBA     | +1 giro   | 24      |       |
| 25  | Beat Sidler        | MBA     | +1 giro   | 29      |       |
| 26  | Alojz Pavlič       | MBA     | +1 giro   | 37      |       |

### Ritirati
| Pilota              | Moto    | Motivo ritiro | Griglia |
| ------------------- | ------- | ------------- | ------- |
| Hans Müller         | MBA     |               | 3       |
| Jean-Claude Selini  | MBA     |               | 9       |
| Pierfrancesco Chili | MBA     |               | 17      |
| Ángel Nieto         | Garelli | Caduta        | 4       |
| Stefano Caracchi    | MBA     |               | 8       |
| Gerhard Waibel      | MBA     |               | 20      |
| Bruno Kneubühler    | MBA     |               | 7       |
| Hubert Abold        | MBA     |               | 34      |
| Fabio Meozzi        | MBA     |               | 18      |
| Henk van Kessel     | MBA     |               | 26      |

### Non partiti
| Pilota                 | Moto | Griglia |
| ---------------------- | ---- | ------- |
| Thomas Møller-Pedersen | MBA  | 35      |
| Helmut Lichtenberg     | MBA  | 36      |

## Classe 80

### Arrivati al traguardo
| Pos | Pilota             | Moto       | Tempo     | Griglia | Punti |
| --- | ------------------ | ---------- | --------- | ------- | ----- |
| 1   | Gerhard Waibel     | Real       | 32:32.790 | 3       | 15    |
| 2   | Jorge Martínez     | Derbi      | +15.820   | 4       | 12    |
| 3   | Hubert Abold       | Zündapp    | +33.910   | 6       | 10    |
| 4   | Theo Timmer        | Casal      | +38.160   | 9       | 8     |
| 5   | Stefan Dörflinger  | Zündapp    | +43.810   | 1       | 6     |
| 6   | Pier Paolo Bianchi | HuVo-Casal | +53.030   | 5       | 5     |
| 7   | Gerd Kafka         | Sachs      | +1:17.990 | 14      | 4     |
| 8   | Paul Rimmelzwaan   | Harmsen    | +1:26.690 | 10      | 3     |
| 9   | Willem Heykoop     | HuVo-Casal | +1:49.190 | 12      | 2     |
| 10  | Otto Machinek      | Kreidler   | +1:50.380 | 19      | 1     |
| 11  | Johann Auer        | Eberhardt  | +1:50.820 | 15      |       |
| 12  | Salvatore Milano   | Casal      | +2:09.910 | 17      |       |
| 13  | Bernd Rossbach     | Casal      | +2:10.870 | 22      |       |
| 14  | Ian McConnachie    | Arfryn     | +2:10.960 | 18      |       |
| 15  | Bruno Casanova     | Casal      | +2:19.290 | 23      |       |
| 16  | Rainer Kunz        | FKN        | +3:34.620 | 7       |       |
| 17  | Massimo Fargeri    | Casal      | +1 giro   | 25      |       |
| 18  | Giuliano Tabanelli | BBFT       | +1 giro   | 28      |       |
| 19  | Jos van Dongen     | Sachs      | +1 giro   | 27      |       |
| 20  | Chris Baert        | Eberhardt  | +1 giro   | 20      |       |
| 21  | Steve Mason        | MBA        | +1 giro   | 31      |       |
| 22  | Günter Schirnhofer | Honda      | +1 giro   | 34      |       |
| 23  | Reiner Koster      | Casal      | +1 giro   | 35      |       |

### Ritirati
| Pilota              | Moto     | Motivo ritiro | Griglia |
| ------------------- | -------- | ------------- | ------- |
| Hans Spaan          | Casal    | Caduta        | 2       |
| Hans-Jürgen Hummel  | Hummel   |               | 29      |
| Hans Müller         | Sachs    | Caduta        | 11      |
| Zdravko Matulja     | Ziegler  |               | 16      |
| Mario Stocco        | Lusuardi |               | 24      |
| Hans Koopman        | Kreidler |               | 26      |
| George Looijesteijn | Casal    | Caduta        | 13      |
| Nicola Casadei      | Casal    |               | 32      |
| Reinhard Koberstein | Seel     |               | 21      |
| Serge Julin         | Casal    |               | 8       |
| Massimo De Lorenzi  | RB       |               | 33      |
| Pasquale Buonfante  | Kreidler |               | 30      |
| Thomas Engl         | Sachs    |               | 36      |